# David Singer (Politiker)
Richard Martin David Singer (* 24. Februar 1865 in Seligenstadt; † 10. Februar 1932 ebenda) war ein hessischer Finanzbeamter und Politiker (Zentrum) und Abgeordneter der 2. Kammer der Landstände des Großherzogtums Hessen.
David Singer war der Sohn des Landwirts Friedrich Singer und dessen Ehefrau Dorothea, geborene Roth. Singer, der katholischen Glaubens war, heiratete Anna Maria Margarethe geborene Grein (1870–1944). Er war von 1881 bis 1887 Finanzbeamter in Seligenstadt und von 1888 bis 1903 Bürovorsteher der Finanzämter Lauterbach und Seligenstadt.
Von 1911 bis 1918 gehörte er der Zweiten Kammer der Landstände an. Er wurde für den Wahlbezirk Starkenburg 18/Seligenstadt gewählt. Von 1903 bis 1931 war er Bürgermeister von Seligenstadt.